# Orthotmeta dentata
Orthotmeta dentata är en fjärilsart som beskrevs av W. Warren 1896. Orthotmeta dentata ingår i släktet Orthotmeta och familjen mätare. Inga underarter finns listade i Catalogue of Life.